# Хорњи Бриза
Хорњи Бриза (чеш. Horní Bříza) град је у Чешкој Републици. Град се налази у управној јединици Плзењски крај, у оквиру којег припада округу Плзењ-север.

## Становништво
Према подацима о броју становника из 2014. године град је имао 4.305 становника.